# Gornji Podgradci
Gornji Podgradci (szerbül: Горњи Подградци), szerb falu Gradiška községben, Bosznia-Hercegovinában, Bosanska krajina területén, a Szerb Köztársaságban. 

## Fekvése
Bosznia-Hercegovina északi részén, a Potkozarje területén, Banja Lukától légvonalban 32, közúton 58 km-re észak-északnyugatra, községközpontjától légvonalban 19, közúton 21 km-re délnyugatra, a Kozara-hegység északkeleti részén, 150-550 méteres magasságban, valamint a Vrbaška-patak völgyében fekszik. Több, kis településből áll. A település a kibővült völgyrész végén található. Egy helyi jelentőségű út halad át a falun,  emellett két hosszú és több rövid keresztutcából áll. Az északi és déli külterületeken nagyobb távolságra épültek a házak. A lakosok száma a második világháború után növekedett.

## Népessége
| Nemzetiségi csoport | Népesség 1991 | Népesség 2013 |
| ------------------- | ------------- | ------------- |
| Szerb               | 2231          | 1657          |
| Bosnyák             | 3             | 0             |
| Horvát              | 30            | 11            |
| Jugoszláv           | 54            | 5             |
| Egyéb               | 60            | 15            |
| Összesen            | 2378          | 1688          |

## Története
A település első írásos említése 1334-ben történt a Zágrábi Egyházmegye statutumában, melyet Ivan goricai főesperes állított össze. A régészeti leletek tanúsága szerint azonban a település területe már az ókortól fogva lakott volt. Történészek és régészek szerint Podgradac környékén az első telepesek az illír oseriat törzs tagjai voltak. Ezen a területen rövid ideig éltek a kelták, akiket i. e. 35-ben követték a rómaiak. A Crni-patak mellett római település, a Vrbaška-folyó mentén pedig középkori település maradványai kerültek elő annak templomával és temetőjével együtt. A 4. és 7. század közötti nagy népvándorlás végén Podgradcit már szláv törzsek lakták. Több hódító váltotta egymást, nyomokat hagyva a helyi lakosság életében. A 12. század elején Podkozarje e vidékét a magyarok hódították meg. Gornji Podgradac területe ekkor a középkori Orbász (Vrbas) plébániájához tartozott, amelynek székhelye Vrbaška (magyarul: Orbászka, vagy Orbászkő) városa volt (a Vrbaška-folyóról kapta nevét), amelyet először 1293-ban említettek – állítja Milan Đurđević gradiškai régész, aki alaposan kutatta a régi város területét. Vrbaška (Orbászka) várát 1256-ban említi először IV. Béla magyar király oklevele „Castrum Orbaszka” alakban. A 285 méteres tengerszint feletti magasságban fekvő Pavetnjak-dombon álló romok ma is némán tanúskodnak ezekről az időkről. Feltételezik, hogy a nemesség Vrbaška városában élt, és ettől a helytől lefelé, a Vrbaška kiterjedt hordaléksíkságán pedig a szabad emberek és a jobbágyok települése keletkezett. Vrbaška városának jelentőségét mutatja, hogy 1398-ban Zsigmond magyar király és német-római császár is felkereste. Ma a település lakói tévesen Mária Terézia városának vagy Mária városának (Marijin Grad) nevezik Vrbaški város maradványait. Mivel a köznép által lakott város a nemesi város alatt volt, a Podgradci nevet kapta.
A középkori település végét valószínűleg az 1537 körüli  török hódítás jelentette. A település 1878-ig tartozott az Oszmán Birodalomhoz, ekkor a berlini kongresszus határozata alapján az Osztrák-Magyar Monarchia része lett. 1879-ben az első osztrák-magyar népszámlálás során a Berbir községhez tartozó településnek 41 háztartása és 287 ortodox szerb lakosa volt. 1910-ben a Bosanska Gradiškai járáshoz tartozó településen 223 háztartást és 1264 ortodox szerb, 9 muszlim, 175 római katolikus és 18 görög katolikus lakost találtak.
A török kor végén, 1855-ben vízi fűrésztelepet létesítettek itt, amely az osztrák-magyar időszakban virágzott. A monarchia minden részéből alkalmazott munkásokat. Ezzel nőtt a lakosság száma és a település területileg bővült. A Podgradac és Gradiška közötti makadámút 1888-ban épült. A huszadik század elején, 1904-ben a podgradi polgárok postát, telefonvonalat és távírót kaptak. A munkásmozgalom történetében feljegyzik, hogy 1910-ben Podgrad polgárai részt vettek az Ausztria-Magyarország hatóságai elleni fegyveres ellenállásban, a parasztsztrájkban, amelyben a parasztok helyzetére kerestek megoldást.
A monarchia szétesésével 1918-ban előbb a Szerb-Horvát-Szlovén Királyság, majd 1929-től a Jugoszláv Királyság része. 1921-ben 277 háztartása és 1481 lakosa volt. A Jugoszláv Királyságban Gornji Podgradci folytatta az Osztrák-Magyar Monarchia idején megkezdett fejlődést. A település kezdett városias formát ölteni. Templom, iskola, munkásotthon, mozi, sportpályák épültek. Ezek a létesítmények mind a múlt század harmincas éveiben épültek a munkások és a lakosság igényeinek kielégítésére. Az első iskola 1927-ben nyílt meg. A gazdasági, oktatási, kulturális, sport és egyéb tevékenységek is erősödtek. A királyság idején öt üzlet, négy fogadó, több kézműves üzlet működött, köztük hentesek és pékségek. A település központját villamosították, az áramot a fűrészmalomból nyerték. A buszforgalom nem alakult ki, az utasok egy zárt, istállónak nevezett vagonban vonattal utaztak Gradiskára. Feljegyezték, hogy 1934-ben Sándor király marseille-i meggyilkolása miatt a "Sloga" futballistái fekete mezben futottak ki a pályára, ami a podgradiak szerbekhez való erős összetartozásáról tanúskodik. A kulturális, szórakoztató és sportélet lendületes volt, ezt bizonyítja az FK Sloga, a nagy hagyományokkal rendelkező, máig sikeresen működő sportegyesület. A munkásotthonban gyakran tartottak rendezvényeket, mulatságokat, egyéb kulturális és művészeti programokat.
Jugoszlávia megszállása után a település a Független Horvát Állam (NDH) része lett. Lakói közül sokan csatlakoztak a Kozara-hegységben meghúzódó partizánokhoz. Sok podgradi polgár nem élte túl a második világháborút. Közülük több mint 1300-an pusztultak el a partizánmozgalomban és az usztasa táborokban. Akiket nem öltek meg, azokat fogolytáborokba hajtották. Az 5. kozarai dandár megalakulásával, 1942 kora őszén kezdett visszatérni az élet, amikor horvát partizánok Szlavóniából sok helybelit visszahoztak. 1944 januárjában ismét erős ellenséges erők támadták meg a Kozara vidékét. Az újabb offenzíva a sorban borította sötétségbe a környék falvait. 1945-től a település a szocialista Jugoszlávia része lett. A boszniai háború idején a település a Boszniai Szerb Köztársaság része volt. A daytoni békeszerződést követő területfelosztásnál a település Bosanska Gradiška község részeként a Szerb Köztársaság területéhez került.
A településen templom, általános iskola, orvosi rendelő, erdészeti iroda, bútorgyártó üzem és öt fűrészmalom található. A környéken gyümölcsültetvény, tó és kőbánya található. A falutól délre, a völgy egy leszűkített részén találhatók a Marijin grad középkori vár maradványai.

## Kultúra
A településen minden évben megrendezik „Podgradačko prelo” kulturális fesztivált, amelyen több ország kulturális egyesületeinek kórusai vesznek részt.

## Oktatás
- „Mladen Stojanović“ Általános Iskola

- Az óvoda 2023-ban nyílt meg

## Sport
- FK „Sloga” Gornji Podgradci labdarúgóklub

## Nevezetességei
- Crkvište - középkori templom, temető és település maradványai. A lelőhely a Vrbaška-folyó bal partján található a középkori templom jól látható alapfalaival és a kő síremlékeivel. Az 1936-os régészeti feltárásokat N. Bilogrović vezette. A templomtól keletre fekvő szántóföldön a fekete rétegben sok cseréptöredék és egyéb háztartási hulladék került elő. A leletek korát a késő középkorra, a 14. századra tették.[6] A nagy valószínűséggel Szent Györgynek szentelt templom a 13. századból származik. A szakértők azt állítják, hogy ez egy irigylésre méltó méretű istentiszteleti hely, amely ezen a területen az egyik legnagyobb középkori templom volt. Bojan Vujinović, a Gradiškai Múzeum régésze szerint a templom a középkori Vrbaška városának a része volt. Egy jelentős, 24 x 14 méteres impozáns építmény, amelynek építése a 13. századi időszakhoz kötődik. A templomot a Tendžerić család birtokán találták a faluban. A lelőhely Pavetnjak-hegy alatt található, amelyen a középkori Vrbaški grad erőd állt, és amellyel elválaszthatatlan egységet alkotott. Ez a város a templommal együtt volt a Vrbaška plébánia központja, amely többek között a mai Gradiška község területét is elfoglalta, a középkorban pedig ennek a vidéknek a világi és szellemi központja volt.[13]

- Marijin Grad – középkori vár maradványai. A lelőhely a Vrbaška völgye főlé emelkedő Pavetnjak nevű magaslaton található. Különösen jó állapotban maradt fenn a 21 méteres hosszúságú nyugati fal. Jól láthatók az egyik torony romjai, valamint a vár belső területén épített két további objektum. A leletek között sok fekete, barna és vörös kerámia található. A leletek korát a késő középkorra teszik.[6]

- Njive – római település maradványai a Crni-patak mellett. Azon a kősíremlékek, melyek a falu temetőjében találhatók, valószínűleg erről a helyről származnak. A lelőhelyen habarcsba rakott faragott kövekből épített falak maradványai találhatók, melyek az 1. – 3. századból származnak.[6]

- A falu Szent Demeter nagymártír tiszteletére szentelt pravoszláv plébániatemploma 1939-ben épült, 2001-ben felújították, bővítették és újra felszentelték. A plébániához Gornji Podgradci, Donji Podgradci, Miloševo Brdo és Sovjak falvak tartoznak.